# Otulina (ochrona przyrody)
Otulina – wydzielony obszar ochronny wokół chronionego przyrodniczo terenu (zazwyczaj parków narodowych i krajobrazowych), zabezpieczający go przed zagrożeniami zewnętrznymi wynikającymi z działalności człowieka (definicja według Ustawy o ochronie przyrody z dnia 16 kwietnia 2004 roku).
Otulina nie jest – w rozumieniu art. 5 ust. 14 ustawy – formą ochrony przyrody, lecz obszarem, ustanawianym w celu zabezpieczenia przed zagrożeniami zewnętrznymi wynikającymi z działalności człowieka.